# Tomaž Gregorič
Tomaž Gregorič, slovenski fotograf, * 1969.
Po diplomi na Oddelku za oblikovanje vizualnih komunikacij ljubljanske ALUO nekaj let deluje kot grafični oblikovalec in fotograf. Študijsko se izpopolnjuje v ateljejih Delfina Studio Trust v Londonu.
Po vrnitvi se kot fotograf posveti samostojnim projektom, sodelovati začne z oglaševalskimi agencijami, oblikovalskimi studii, s podjetji, z revijalnimi publikacijami ter modnim oblikovalcem Urošem Belantičem. Svoje delo predstavi na številnih samostojnih razstavah. Ob pregledni razstavi v ljubljanski Moderni galeriji izide bogat katalog. Udeleži se tudi mnogih skupinskih razstav v tujini: Summer Salon (London), Publicdomain (Gradec) in European Photography (Dunaj).
Od leta 2006 ga zastopa agencija Proartes.

## Priznanja
Nagrada Studia Marketing za dosežke na področju oblikovanja (1992), nagrada revije Emzin za fotografijo leta (1995), nagrada Delfina Studio Trust za uporabo fotografije (1995), nagrado na Concours Europeen de la Photographie v Veveyu (1998), zlata ptica za dosežke v umetnosti (1999).

## Monografiji
2000 Tomaž Gregorič: fotografije 1995−2000

1999 Project 24. Slo 2000

## Oprema s fotografijami
2006 G. Verdi: Rigoletto

2004 Fresh: Sodobno slovensko modno oblikovanje

2003 Ali elektromagnetna sevanja mobilnih telefonov in baznih postaj vplivajo na naše zdravje?

2002 Poletje v zgodbi

2001 Rojstvo Mobitela, 2000

1998 Prostori v času

1999 Somewhere else: Weimar 1999

1994 Lara Bohinc: Greatest hits 1990−1994

## Strokovni članek
1999 Fotografija: O besedi, ki je vsak dan manj vredna

1993: Med likovnim in subjektivnim

## Fotoreportaža
2001 Oris

1999 Spekter

1993 Izrabi dan!

1998 Spaces in time

1998 Emzin
1. ↑  RKDartists